# Physocnemum andreae
Physocnemum andreae là một loài bọ cánh cứng trong họ Cerambycidae.